# Andreï Selivanov
Andreï Nikolaïevitch Selivanov est un général russe, né en 1847, décédé en 1917 qui combattit durant la Première Guerre mondiale.

## Biographie
Il étudie à l'école d'artillerie Saint-Michel en 1866 et à l'École militaire d'état-major Nicolas en 1878.
Il débute dans l'armée durant la Guerre russo-turque de 1877-1878 en 1877 et à la guerre Guerre russo-japonaise en 1905. Entre 1906 à 1910, il est gouverneur de la province d'Irkoutsk.
En 1914, pendant la Première Guerre mondiale, il est nommé commandant du siège de Przemyśl. Le siège de la ville commence le 24 septembre 1914 sous le commandement du général Radko Dimitriev, un général de l'armée bulgare passé au service de la Russie. La 3e armée russe de Dimitriev est contrainte de suspendre les opérations de siège pendant l'offensive de Paul von Hindenburg contre Varsovie en 1914. Après la défaite des Allemands à la bataille de la Vistule, Dimitriev reprend les opérations de siège.
Le général Selivanov prend alors le commandement des forces du siège russe, à la tête de la 11e armée russe, nouvellement formée (21 octobre 1914). Il arrête les assauts frontaux qui avaient caractérisé les tentatives antérieures russes pour soumettre la forteresse. Selivanov décide de faire mourir de faim la garnison. La défaite est devenue inévitable pour les défenseurs quand les efforts de secours autrichiens sont déjoués par la 11e armée de Selivanov au nord de Przemyśl. La garnison se rend le 24 mars 1915, après avoir fait sauter les forts qui défendaient la ville. Les Russes capturent l'ensemble de la garnison, soit 9 généraux, 2 600 officiers et 170 000 simples soldats. Pour la prise de Przemyśl, Selivanov a reçu l'Ordre impérial et militaire de Saint-Georges.
Le 5 avril 1915, Selivanov démissionne de l'armée pour raisons de santé. Il reprend son poste au Conseil de l'empire. Il meurt le 15 juillet 1917.